# Konkoly Csaba
Konkoly Csaba (1970. szeptember 6. –) a Győri Audi ETO KC női kézilabda-csapatának volt vezetőedzője. 2015-ben 2 évre a németországi EHF szereplő, Bundesliga I-es TuS Metzingen csapatához szerződött. A felnőtt csapat mellett Rott Edina segítőjeként az utánpótlásképzésében is feladatot vállalt.

## Életpályája
Játékosként az ETO-ban kézilabdázott, a 2007-es év előtt pedig a női ifjúsági csapat edzője, majd a felnőtt csapatnál másodedző volt. Konkoly 2007 augusztusában lett a Győri Audi ETO KC vezetőedzője, miután négy-öt jelölt közül választották ki erre a feladatra. Konkoly Róth Kálmánt váltotta a kispadon. Ő keze alatt vált élvonalbeli játékossá Deáki Dóra, és a 2009-es év közönségdíjasa, Kovacsics Anikó. Négy bajnoki címet és ugyanennyi Magyar Kupa-elsőséget szerzett a kisalföldi csapat élén.
2011 novemberében menesztették az Győri Audi ETO KC kispadjáról.
2012 februárjában az Alcoa FKC vezetőedzője lett.
A 2012-2013-as szezon előtt visszatért Győrbe, ahol az utánpótlás vezetését bízták rá. A szezonban az AUDI ETO KC junior csapatának edzőjeként megnyerte az Országos Junior Bajnokságot. A Diákolimpia országos döntőjén VI. korcsoportos kategóriában 2. helyezést, V. korcsoportos kategóriában a Bercsényi Miklós Szakközépiskola és Sportmódszertani Központ csapataival országos címet ért el. A 2013-2014-es szezontól az I-PRESS CENTER VÁC felnőtt női csapat vezetőedzője lett.
2015-től a németországi Bundesliga I-es, EHF kupa szereplő TuSsies Metzingen felnőtt női csapat vezetőedzője. Az utánpótlásképzésben is szerepet vállalt-kapott Rott Edina segítőjeként. A kisvárosi csapattal bejutott első évében az EHF-kupa döntőjébe,valamint a Bundesliga 2. helyét sikerült megszerezniük. A második évében túljutva a csoportkörökön, az EHF-kupa negyeddöntőjében a Rosztov Don ellen búcsúzott a nemzetközi kupában. A Bundesligában pedig a 3. helyet érték el.
A 2017–2018-as szezontól a Gyöngyös férfi csapatát irányítja. 2017-ben 11., a 2019.szezonban 6. helyezett lett csapata, valamint megnyerte a Ligakupát. A 2020-ban lezárt bajnokságban a 3. helyen zárt a csapata. 2021 és 2023 között a Fejér-Bál Veszprém vezetőedzője volt, majd 2023-ban a Vasas SC vezetőedzőjévé és szakmai igazgatójává nevezték ki.

## Csapatai edzőként
- Győri Graboplast ETO - utánpótlás (–2007)
- Győri Audi ETO (2007–2011)
- Alcoa FKC (2012)
- Győri Audi ETO - utánpótlás (2012–2013)
- Váci NKSE (2013–2015)
- TuS Metzingen (2015–2017)
- Gyöngyösi KK (2017–2021)
- Fejér-Bál Veszprém (2021–2023)
- Vasas SC (2023–)

## Sikerei
- Magyar bajnokság:
  - Aranyérmes: 2008, 2009, 2010, 2011
    - 110 mérkőzés, 107 győzelem, 1 döntetlen, 2 vereség
- Magyar Kupa:
  - Kupagyőztes: 2008, 2009, 2010, 2011
    - 16 mérkőzés, 16 győzelem
- EHF Bajnokok Ligája döntős: 2009
- EHF Bajnokok Ligája elődöntős: 2008, 2010, 2011
  - 67 mérkőzés, 47 győzelem, 4 döntetlen, 16 vereség
- EHF-kupa döntős: 2016,EHF- kupa negyeddöntős 2017.
- MAGYAR FÉRFI LIGAKUPA 2018  : 1.hely